# 穆斯塔法·凯末尔帕夏镇

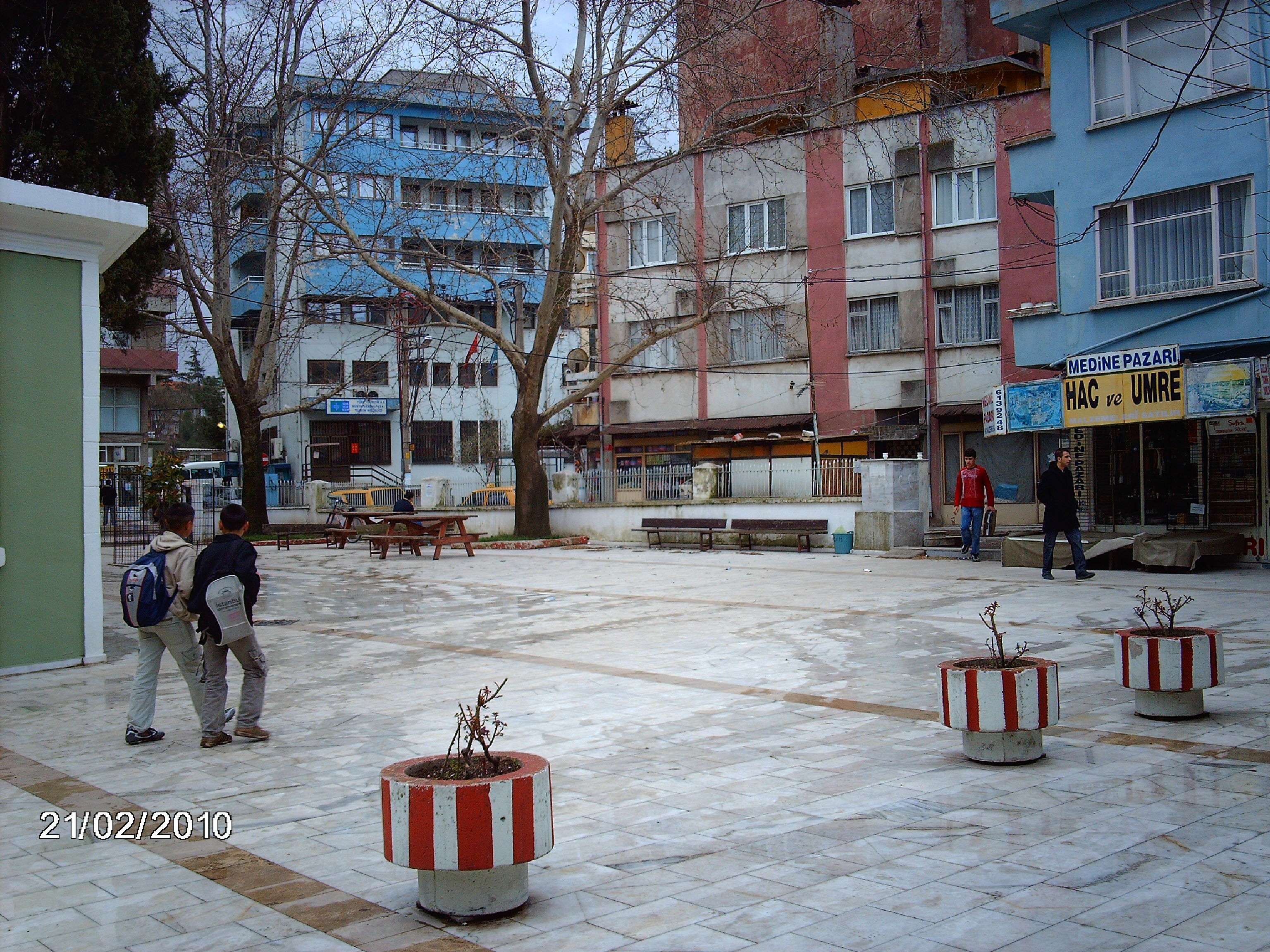
穆斯塔法·凯末尔帕夏镇

穆斯塔法·凯末尔帕夏镇（土耳其語：Mustafakemalpaşa）是土耳其的城鎮，位於該國西北部，距離首府布爾薩約86公里，由布爾薩省負責管轄，面積1,731平方公里，海拔高度30米，2010年人口55,408。